# Olorotitan
Olorotitan var ett släkte dinosaurier som man påträffat fossil efter i Asien. Den tillhörde gruppen ornithopoder och familjen hadrosaurider och tros ha levt i slutet av kritaperioden (Maastrichtian) för omkring 65 miljoner år sedan.
Exemplaren blev uppskattningsvis 8 meter långa och 3200 kg tunga. De levde på marken och hade troligen växter som föda. Typisk var en bakåtriktad kam på huvudet som liknade en solfjäder. Olorotitan hade ett hundratal tänder i käkarna som ersattes hela tiden med nya. Ett annat kännetecken är den långa halsen.